# 高雄公園
22°34′08″N 120°20′46″E / 22.5688889°N 120.3461111°E

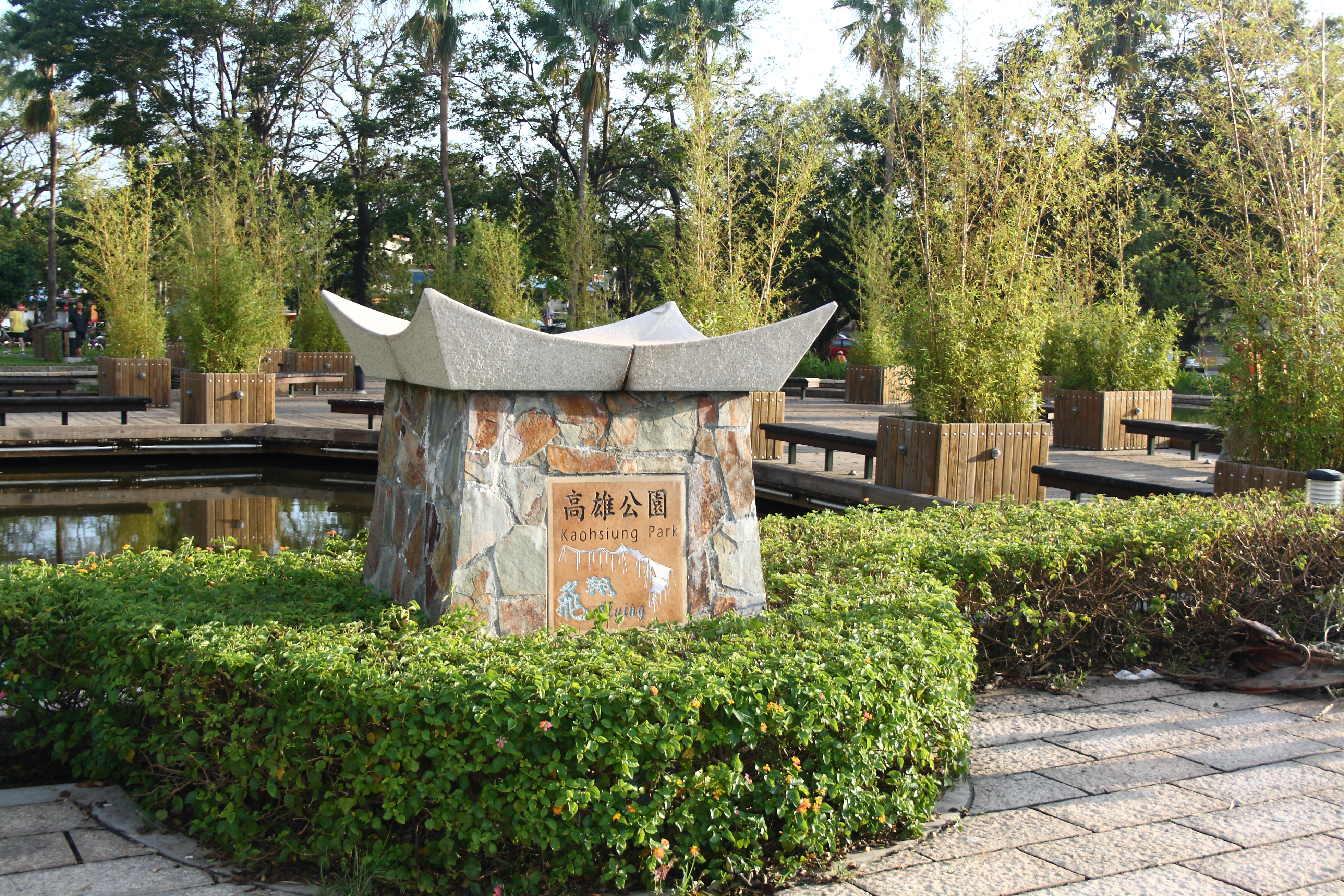
鄰近捷運站的入口

高雄公園位於高雄市小港區大苓社區東側，中間隔著中山路與高雄國際機場相望，佔地面積有5.8公頃，內有高雄捷運紅線高雄國際機場站出口，為從國際機場進出的旅客在出航廈後的第一個大型開放空間。

## 設計緣由
高雄公園於1979年闢建，算是較早成立的高雄市大型公園，然因樹蔭濃密，景觀視野鬱閉，舊有休憩設施與規劃逐漸無法搭配嶄新的高雄意象。本案以基地所在高雄國際機場附近的環境及歷史背景為基礎，參酌高雄市近年來的發展狀況，賦予公園飛翔意涵，利用飛翔主題來塑造公園之意象。
公園除保留現有樹木、草原區外，並在捷運高雄國際機場站出口塑造迷人的睡蓮池及棧橋，在入口區設置噴泉地標及飛翔薄膜遮棚，同時改善中山四路門戶景觀大道意象，創造東西向迎賓水道，並配合捷運出口設立人性化轉乘設施空間，改善現有管理中心、廁所及兒童遊戲場，讓高雄飛翔公園除了具有高雄市之門戶意象外，更擁有社區公園的服務機能。

## 地理位置
高雄公園位於小港區，基地面積約為5.8公頃，公園北側以中山四路與高雄國際機場相對，西側為大業北路，南側為民益路133巷。
公園內之東北角（中山四路與大業北路口）為高雄捷運R4車站A1出入口，故本公園為配合捷運車站，辦理公園整體改造，以提升捷運車站 周遭整體景觀。
主要規劃構想將公園之主題設定為「高雄飛翔公園」，一方面呼應基地靠近國際機場的地緣關係，同時引喻高雄近年的市政建設，推動高雄的各項活動及發展與市界接軌。
本公園於改造完成後，將與捷運車站結合為一體，提供民眾完善優質休憩空間，成為市民主要活動休憩場域，讓既有的公園綠地活化再利用，重新賦予公共空間新風貌，提升本市健康城市新意象。

## 設計理念

### 市政起飛，迎向世界
高雄公園以「高雄飛翔公園」為改造規劃構想主題，一方面呼應公園所在地靠近國際機場的地緣關係，同時隱喻高雄近年的市政建設快速起飛，以及推動高雄各項發展、與世界接軌的旺盛力量。
全新概念的捷運出口棧橋
沿著迎賓水道接捷運出口設置一座睡蓮池，展現親水及寬廣空間，洗滌遊客疲憊身心，並且也創造與眾不同的捷運出口風情，池中的水生植物的姿態豐富了視覺享受，池畔預留未來發展空間，未來可提供捷運旅客各式服務。而大業北路側則鋪設林蔭步道，舒緩民眾轉乘候車焦急心情。

## 完工效益

### 改造公園入口意象
具氣勢的空間架構及設施造型，包括寬廣的入口廣場、鳥類翅膀意象的入口大門，呼應小港國際機場的國家門戶意象。
從小港機場眺望高雄公園，寬廣的入口廣場卜佇立著氣勢恢宏的白色膜構遮棚，振翅飛翔的姿態不僅吸引人們的目光，也正熱情迎接每位朋友的到訪。
入口廣場上有乾式噴泉、草坪廣、階梯看台，搭配鳳凰木、阿勃勒等主題開花喬木，以及色彩繽紛的四季草，以靜態的造型、動態的噴泉與夜間燈光，創造出屬於小港區與高雄市的主題地標，也塑造出嶄新而優質的休憩生活空間。

### 設置迎賓水道
以蝴蝶、蜻蜓等飛行昆蟲為主題，利用公園寬闊的基地及生態水池，營造生物棲地，增加使用者親近自然的機會。
入口廣場兩側的迎賓水道，彷彿熱情展開的雙臂，歡迎您的到訪，迎賓水道旁黑板樹下則增植小花紫薇，每年5到8月份開出紫紅嬌嫩的花朵，為高雄公園彩繪出紅花綠葉的繽紛景緻。

### 捷運出口銜接
設計睡蓮池銜接捷運出口，展現親水及寬廣空間，洗滌遊客疲憊身心。

### 改善兒童遊戲空間
結合飛翔的意象，賦予飛翔主題特色的兒童遊戲設施空間。

### 公園整體排水設施改善
改造園內步道動線與調整高程，設置排水側溝，改善公園積水情況。

### 植栽美綠化
調整園內喬木、灌木配置，新植阿勃勒、鳳凰木、小花紫薇等喬木，豐富公園樹種及色彩。